# DeAndre Daniels
DeAndre Daniels (Woodland Hills, 15 de abril de 1992) é um jogador norte-americano de basquete profissional que atualmente joga pelo Dinamica Mantova. Foi draftado em 2014 na segunda rodada pelo  Toronto Raptors.